# Rennrodel-Weltmeisterschaften 1959
Die Rennrodel-Weltmeisterschaften 1959 fanden in Villard-de-Lans in Frankreich statt.  

## Einsitzer der Frauen
| Platz | Land | Sportlerin     | Zeit |
| ----- | ---- | -------------- | ---- |
| 1     | AUT  | Elly Lieber    |      |
| 2     | AUT  | Maria Isser    |      |
| 3     | AUT  | Agnes Neururer |      |

Weitere Reihenfolge
| Platz | Sportlerin             | Land |
| ----- | ---------------------- | ---- |
| 4     | Gerda Cegnar           | AUT  |
| 5     | Helene Thurner         | AUT  |
| 6     | Renate Reiter          | FRG  |
| 7     | Hildegard Reipel       | FRG  |
| 8     | Barbara Gorgoń         | POL  |
| 9     | Elsa Lips              | CHE  |
| 10    | Elisabeth Nagele       | CHE  |
| 11    | Claudia Duremberger    | CHE  |
| 12    | Erika Leitner          | ITA  |
| 13    | Bärbel Schmeißer       | GDR  |
| 14    | Baldrun Mille          | GDR  |
| 15    | Helga Müller           | FRG  |
| 16    | Brigitte Fink          | ITA  |
| 17    | Jacqueline Lauvergniat | FRA  |
| 18    | Maria Semczyszak       | POL  |

## Einsitzer der Männer
| Platz | Land | Sportler         | Zeit |
| ----- | ---- | ---------------- | ---- |
| 1     | AUT  | Herbert Thaler   |      |
| 2     | AUT  | Josef Feistmantl |      |
| 3     | ITA  | David Moroder    |      |

Weitere Reihenfolge
| Platz | Sportler              | Land |
| ----- | --------------------- | ---- |
| 4     | Reinhold Frosch       | AUT  |
| 5     | Helmut Thaler         | AUT  |
| 6     | Georges Pickler       | ITA  |
| 7     | Josef Lenz            | FRG  |
| 8     | Jerzy Wognar          | POL  |
| 9     | Reinhold Senn         | AUT  |
| 10    | Hans Plenk            | FRG  |
| 11    | Fritz Nachmann        | FRG  |
| 12    | Horst Tiedge          | FRG  |
| 13    | Erich Raffl           | AUT  |
| 14    | Ryszard Pędrak        | POL  |
| 15    | Anton Veinier         | AUT  |
| 16    | Janusz Wojtynski      | POL  |
| 17    | Sepp Weissenegger     | ITA  |
| 18    | Günter Schneider      | GDR  |
| 19    | Wolfgang Stichling    | GDR  |
| 20    | Josef Strillinger     | FRG  |
| 21    | Helmut Teifel         | GDR  |
| 22    | Rolf Greger Strøm     | NOR  |
| 23    | Wiesław Okulski       | POL  |
| 24    | Jochen Asche          | GDR  |
| 25    | Walter Aussendorfer   | ITA  |
| 26    | Richard Pitschneider  | ITA  |
| 27    | Beat Häsler           | CHE  |
| 28    | Udo Kasten            | GDR  |
| 29    | Walter Fert           | GDR  |
| 30    | Einar Hellum          | NOR  |
| 31    | Yan Frederik Schultze | NOR  |
| 32    | Drago Kosit           | YUG  |
| 33    | Vladimir Klinar       | YUG  |
| 34    | Georges Tessada       | FRA  |
| 35    | Walter Incker         | CHE  |
| 36    | Jean Mouton           | FRA  |
| 37    | Gottlieb Gassner      | LIE  |
| 38    | Alex Ougier           | FRA  |
| 39    | Roland Pontneau       | FRA  |
| 40    | Heinrich Schädler     | LIE  |
| 41    | Ohlsson               | SWE  |
| 42    | Louis Berlioz         | FRA  |
| 43    | Laurent Dazzi         | FRA  |
| 44    | Stano Horvat          | YUG  |

## Doppelsitzer
Der Wettkampf musste wegen widrigen Wetterbedingungen abgesagt werden.

## Medaillenspiegel
| Platz | Land       | Gold | Silber | Bronze | Gesamt |
| ----- | ---------- | ---- | ------ | ------ | ------ |
| 1     | Österreich | 2    | 2      | 1      | 5      |
| 3     | Italien    | 0    | 0      | 1      | 1      |